# Blagoja Vidinić
Blagoja Vidinić (in macedone Благоја Видиниќ; Skopje, 11 giugno 1934 – Strasburgo, 29 dicembre 2006) è stato un calciatore e allenatore di calcio jugoslavo, dal 1991 macedone, di ruolo portiere.

## Carriera

### Giocatore

#### Club
Iniziò la sua carriera professionistica nel 1952 nel FK Vardar Skopje, squadra della sua città natale; nel 1956 si è poi trasferito al Radnički Belgrado, ove militò fino al 1961. Con l'OFK Belgrade vinse il suo primo titolo a livello di club, la Coppa di Jugoslavia nel 1962. Trasferitosi per la prima volta all'estero per giocare con gli svizzeri del Sion, conquistò la Coppa di Svizzera nel 1965. Andò poi a chiudere la carriera negli Stati Uniti, dapprima nella National Professional Soccer League con i Los Angeles Toros. Con i Toros ottenne il quinto ed ultimo posto della Western Division della NPSL, non qualificandosi per la finale della competizione.
La stagione seguente Vidinić, a seguito del trasferimento dei Toros a San Diego, gioca nei San Diego Toros con cui giunge alla finale della neonata NASL, persa contro gli Atlanta Chiefs. Lasciati i Toros si trasferirà al St. Louis Stars.

#### Nazionale
Dopo aver vinto un torneo in Francia con la rappresentativa giovanile, giocò prima nell'Under-23 e poi in Nazionale maggiore dal 1956 al 1960 (debuttando il 4 dicembre 1956 e giocando l'ultimo incontro il 9 ottobre 1960), prendendo parte a due tornei olimpici. Il primo, Melbourne 1956, lo vide giocare solo nella partita contro l'India, ottenendo comunque la medaglia d'argento, mentre nell'edizione successiva (Roma 1960) ricoprì un ruolo più decisivo, giocando semifinale e finale e aggiudicandosi la medaglia d'oro. Durante il campionato europeo di calcio 1960 giocò la finale contro l'Unione Sovietica, subendo le due reti che permisero agli avversari di vincere per due a uno.

### Allenatore
La sua carriera da allenatore iniziò solo un anno dopo l'effettivo ritiro dall'attività agonistica, e subito con un importante palcoscenico: fu infatti incaricato di guidare la prima squadra africana qualificata per un Mondiale, il Marocco al campionato del mondo 1970. La selezione africana, nonostante qualche buona prestazione, patì l'inesperienza e venne eliminata al primo turno. Dal 1972 al 1976 allenò quindi lo Zaire, che portò al quarto posto nella Coppa delle nazioni africane 1972, alla vittoria dell'edizione 1974, disputatasi in Egitto, e alla qualificazione per il Mondiale di Germania Ovest 1974, prima nazionale subsahariana a qualificarsi per un Mondiale.
Non riesce però a ripetere la buona prestazione continentale, la squadra soffre tatticamente soprattutto sui calci da fermo e lo Zaire si rivela la peggior squadra del torneo (quattordici reti subite, a fronte di nessuna segnata): dopo la sconfitta con la Scozia (2-0), lo Zaire subisce un altro 3-0 con la Jugoslavia nel primo tempo. Mobutu, all'epoca indiscusso leader dello Zaire, ordina telefonicamente al CT la sostituzione del portiere titolare Mwamba Kazadi con la riserva Dimbi Tubilandu, ma il risultato grava fino al 9-0 finale. Mobutu decide di mandare i suoi uomini in Germania, minacciando i calciatori: se prendono più di tre reti contro il Brasile campione del mondo in carica, nessuno tornerà a casa e le loro famiglie moriranno.
Lo Zaire resiste ai sudamericani, nettamente superiori, ma subisce il 3-0 a dieci minuti dalla fine. Nel finale della partita, i verde oro si procurano una punizione dal limite dell'area, Rivelino si appresta a calciare quando dalla barriera si stacca il difensore Mwepu e anticipa Rivelino calciando la sfera il più lontano possibile: l'arbitro estrae il giallo in una scena apparentemente comica. Al termine del torneo Vidinić lascia l'incarico. Dal 1976 al 1979 si sedette in panchina della Colombia, lasciando l'incarico e la carriera da allenatore nel 1979 in seguito all'eliminazione della sua squadra al primo turno della Copa América 1979.

## Palmarès

### Giocatore

#### Club
- Coppa di Jugoslavia: 1

OFK Belgrado: 1961-1962
- Coppa Svizzera: 1

Sion: 1964-1965

#### Nazionale
- Argento olimpico: 1

Melbourne 1956
- Oro olimpico: 1

Roma 1960

### Allenatore
- Coppa d'Africa: 1

Egitto 1974

### Videografia
- Federico Ferri, Federico Buffa, Storie Mondiali: Arancia Meccanica (1974), Sky Sport, 2014.